# Bamberger Symphoniker

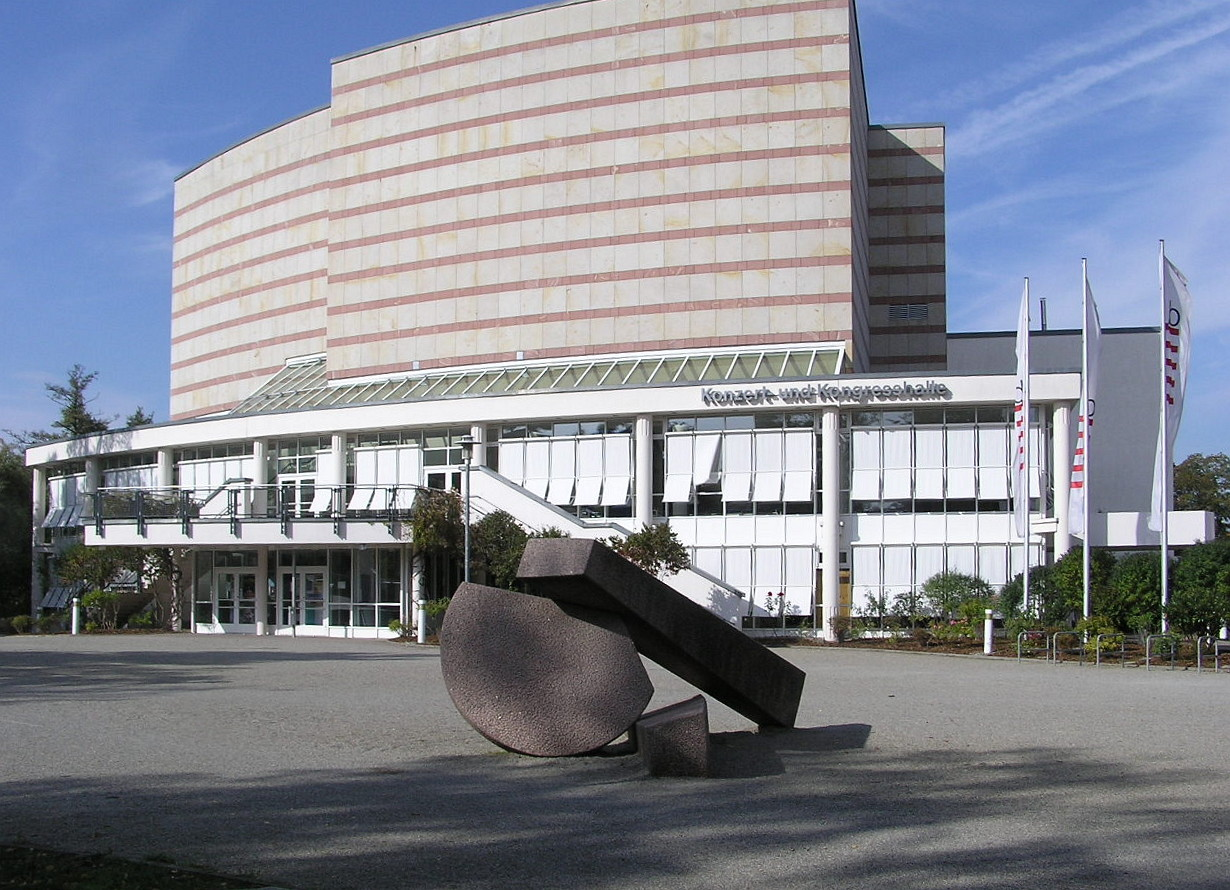
"Sinfonie an der Regnitz": Concert- en congreszaal van de Bamberger Symphoniker

De Bamberger Symphoniker – Bayerische Staatsphilharmonie is een belangrijk Duits symfonieorkest, gevestigd in Bamberg. Het orkest werd opgericht in 1946 door oud-leden van het de Deutsche Philharmonie in Praag en door musici uit Karlsbad en Silezië, die als gevolg van de Beneš-decreten uitgewezen werden uit Tsjecho-Slowakije. Op 16 maart 2006 vierde de Bamberger Symphoniker haar 60-jarig jubileum.
Het orkest treedt jaarlijks zo'n 40 maal op in de speciaal voor het orkest gebouwde concertzaal Sinfonie an der Regnitz in Bamberg (1993). De meeste concerten vinden echter plaats in de omgeving of tijdens internationale tournees. Het orkest is betrokken bij de driejaarlijkse Gustav Mahler-Dirigentenprijs. Het orkest maakte een aantal opnamen voor Vox Records met János Fürst, waarvan sommige opnieuw werden uitgebracht op cd.
In het jaar 2003 werd de Bamberger Symphoniker tot Bayerischen Staatsphilharmonie benoemd. De financiering van de Stiftung [Stichting] Bamberger Symphoniker – Bayerische Staatsphilharmonie bestaat uit geld van de Vrijstaat Beieren, de stad Bamberg, het Regierungsbezirk Opper-Franken en het Landkreis Bamberg.

## Chef-dirigenten
- Jakub Hrůša (2016-heden)
- Jonathan Nott (2000-2016)
- Horst Stein (1985-1996)
- Witold Rowicki (1983-1985)
- James Loughran (1979-1983)
- Eugen Jochum (1969-1973)
- Joseph Keilberth (1949-1968)

In 2016 werd Christoph Eschenbach tot eredirigent benoemd, nadat in het verleden ook Herbert Blomstedt, Eugen Jochum en Horst Stein deze titel kregen.